# トーマス・グズムンドソン
トーマス・グズムンドソン（アイスランド語:Tómas Guðmundsson、1901年1月6日 - 1983年11月14日)は、アイスランドの詩人。

## 生涯
当時はデンマーク領のアイスランド南西部の町グリムスネス（is:Grímsnes）に生まれた。アイスランド大学で法律学を専攻し、政府の統計局に努めた。そして翻訳家として名高いマグヌス・アウスゲイルソンと共に文芸誌『ヘルガフェトル』（Helgafell、1942～46）『新ヘルガフェトル』（Nýtt Helgfell、1956～59）の編集に従事した。両誌は有力な文芸誌として強い影響力を持った。

## 作品
トーマスの作品は文語と口語を巧みに併用し、明るく軽やかな民謡調のリズムが特徴である。新興都市レイキャヴィークの魅力を題材した点も斬新であり「都市の詩人」（Borgarsháld）とも呼ばれる。
トーマスはアイスランドの詩人としては珍しく日本にちなんだ詩『日本の詩』（Japanskt Ljóð)を残している。